# Ike Carpenter
Isaac Monroe „Ike“ Carpenter (* 11. März 1920 in Durham (North Carolina); † 17. November 1998 ebendort) war ein US-amerikanischer Jazzmusiker (Piano, Arrangement, auch Gesang) und Bandleader der späten Swingära.

## Leben und Wirken
Carpenter wuchs in Durham, North Carolina, auf und spielte offenbar Mitte der 1930er Jahre, als er erst etwa 13 Jahre alt war, in College-Bands Klavier. Nach seinem College-Abschluss trat er mit mehreren Bandleadern auf, darunter Johnny Davis. Ab Mitte der 1940er Jahre spielte er in New York in den Orchestern von Boyd Raeburn, Johnny Bothwell und Bobby Sherwood; 1947 nahm er in Los Angeles unter eigenem Namen auf (Ike Carpenter and His Orchestra). Beteiligt waren Musiker wie Gerald Wilson, Ted Nash, Lucky Thompson, Ronnie Lang und der Sänger David Allyn; die Aufnahmen erschienen 1949 bei Discovery Records. In den späten 1940er Jahren legte Carpenter weitere Schellackplatten für die Label Modern und Victor Records vor, wie die Ellington-Nummern Things Ain’t What They Used to Be, Take the “A” Train und Jeep’s Blues oder Out of the Blue (mit Hadda Brooks, Gesang), unter Mitwirkung u. a. von Tommy Pederson, Bill Holman, Corky Corcoran und Bud Shank.
Carpenters Band ist in zwei Musical-Varietéfilmen aus den 1950er Jahren zu sehen: Rhythm and Rhyme und Holiday Rhythm; außerdem trat er in The Buddy Rogers Show (1951) auf. In den frühen 1950er Jahren begleitete Carpenter mit seinem Orchester Dinah Washington (What’s the Matter Baby?); des Weiteren spielte er 1951 mit Stan Black (Gitarre), John Kitzmiller (Bass) und Nick Fatool das Album Lights Out ein. 1953 nahm Carpenter noch mehrere Titel für die Label Aladdin (Pachuko Hop) und Decca (u. a. Franklyn Marks’ Tengard) auf. Im Bereich des Jazz war er laut Tom Lord zwischen 1945 und 1953 an 28 Aufnahmesessions beteiligt. 1963 erschien noch die Easy Listening LP Tony Pastor Meets Ike Carpenter, das – anders als der Titel suggeriert – lediglich eine Plattenseite seiner Musik enthielt. Mit dem Ende der großen Bigbands musste Carpenter seine Band 1956 schließlich verkleinern und arbeitete dann in den nächsten Jahren als Begleitmusiker für Schlittschuhläufer bei den Ice Capades.
Carpenters Musik weckte in späteren Jahren das Interesse von Lounge- und Space-Age-Jazz-Fans, schrieb Eugene Chadbourne in AllMusic; die Rockband The Mothers of Invention um Frank Zappa spielten in den 1960er Jahren manchmal eine Coverversion von Pachuco Hop.

## Diskographische Hinweise
- Dancers in Love (Jazz Band) Discovery-Aufnahmen von 1947